# Musse Pigg som hallåman
Musse Pigg som hallåman (engelska: The Barnyard Broadcast) är en amerikansk animerad kortfilm med Musse Pigg från 1931.

## Handling
Musse Pigg har en radiostation och sänder ifrån en ladugård. Fler av hans vänner framför en del musikaliska nummer. Men så slutar allting i en enda röra när ett gäng kattungar börjar leka med utrustningen.

## Om filmen
Filmen är den 33:e Musse Pigg-kortfilmen som producerades och den nionde som lanserades år 1931.
Filmen hade svensk premiär den 5 april 1933 på biografen London i Stockholm.

## Rollista
- Walt Disney – Musse Pigg
- Marcellite Garner – Mimmi Pigg, kattungar
- Pinto Colvig – Pluto
- Purv Pullen – katt[6]